# Jewgenija Nikolajewna Sinskaja
Jewgenija Nikolajewna Sinskaja (russisch Евгения Николаевна Синская; * 12. Novemberjul. / 24. November 1889greg. in Welikije Luki; † 3. März 1965 in Leningrad) war eine russische Botanikerin und Hochschullehrerin.

## Leben
Sinskaja stammte aus einer Lehrerfamilie. Sie absolvierte in Welikije Luki sieben Klassen des Gymnasiums und in Moskau eine zusätzliche achte Klasse eines Mädchengymnasiums. Da in der Regel Frauen zum Studium nicht zugelassen wurden und das Abgangszeugnis eines Mädchengymnasiums nicht zum Studium berechtigte, legte sie nach selbständiger Vorbereitung als Externe die erforderliche Prüfung am Smolensker Jungengymnasium ab, worauf sie 1909 einen Studienplatz als Gasthörerin am Moskauer Landwirtschaftsinstitut (MSChI) in der Abteilung für Pflanzenzucht erhielt. Während des Studiums arbeitete sie in der Besentschuk-Versuchsstation (1910) und in der Nowosybkow-Versuchsstation (1915–1916) als Präparatorin, auf dem Versuchsfeld des MSChI, in der Abteilung für Bodenverbesserung Turkestans (1917) und auf botanischen Expeditionen in Zentralasien, Polesien und anderen Landesteilen. Im Herbst 1917 schloss sie das Studium mit der Abschlussprüfung als Externe ab. Ihre Diplomarbeit über Feuchtwiesen des Gouvernements Saratow fertigte sie bei Alexei Grigorjewitsch Dojarenko an. 1918 erhielt sie das Diplom eines Agronomen 1. Klasse.
Ab März 1919 arbeitete Sinskaja als Spezialistin für Wiesenwirtschaft der Agrarabteilung der Saratower Gouvernementsverwaltung. Daneben arbeitete sie ab 1920 als Laborantin am Lehrstuhl für speziellen Ackerbau und Züchtung der agronomischen Fakultät der Universität Saratow und in der Saratow-Abteilung des Büros für angewandte Botanik und Züchtung des Agronomie-Ausschusses des Volkskommissariats für Landwirtschaft der RSFSR.
1921 wechselte Sinskaja auf Einladung Nikolai Iwanowitsch Wawilows in das Büro für angewandte Botanik und Züchtung des Agronomie-Ausschusses des Volkskommissariats für Landwirtschaft der RSFSR in Leningrad. Aus dem Büro entstand das Allunionsinstitut für angewandte Botanik und neue Kulturen, das dann das Allunionsinstitut für Pflanzenzucht (WIR) wurde. Wawilow schätzte Sinskajas vielseitiges Wissen und Organisationstalent. Er beteiligte sie an der Organisation des WIR, der Filialen und der Versuchsstationen. Sie organisierte und leitete die Abteilungen für Kreuzblütler (1921), Ölpflanzen, Faserpflanzen, Wurzelgemüse (1925) sowie die Laboratorien für Ökologie der Kulturpflanzen (1931) und Futterpflanzen (1934). Sie beriet viele Jahre lang die Laboratorien und dann die Abteilung für Gemüsekulturen. 1936–1940 übernahm sie die wissenschaftliche Leitung der Maikop-Versuchsstation des WIR.
Sinskaja wirkte bei der Gründung der weltweiten Sammlung der Landpflanzensamen des WIR und den damit verbundenen Forschungen mit. Sie nahm an Expeditionen zur Untersuchung der Kulturpflanzenressourcen im Altai (1924) und in Japan (1928–1929) teil. Von 1929 bis 1964 führte sie fast jährlich Expeditionen im Kaukasus, in Fernost, im Wolga-Gebiet, in Polesien, im Nordwesten der RSFSR und in anderen Gebieten des europäischen Teils der UdSSR durch. 1935 wurde sie zum Doktor der landwirtschaftlichen Wissenschaften promoviert. Sie lieferte wichtige Beiträge zur Vegetationsgeographie.
Nach der Verhaftung Wawilows 1940 verließ Sinskaja das WIR und hielt Vorlesungen am Leningrader Landwirtschaftsinstitut (LSChI). Sie wurde Professorin am Lehrstuhl für Botanik und übernahm im Oktober 1941 die Leitung des Lehrstuhls für Züchtung und Samenproduktion des LSChI, als der Deutsch-Sowjetische Krieg und die Leningrader Blockade begonnen hatten. Nach Evakuierung des LSChI nach Barnaul 1942 fuhr Sinskaja nach Krasnodar und leitete dort das Laboratorium für neue Ölpflanzenkulturen im Allunionsinstitut für Ölpflanzenkulturen (WNIIMK). Dann wurde sie 1942 zusammen mit dem WNIIMK nach Aserbaidschan in die Sakatal-Versuchsstation evakuiert. Nach Befreiung der besetzten Gebiete kehrte sie nach Krasnodar zurück.
Nach Kriegsende wurde Sinskaja im August 1945 ins WIR zurückgeholt. Sie leitete das Herbarium des WIR und führte grundlegende Arbeiten durch. Sie wurde 1957 Leiterin der Abteilung für Futterpflanzenkulturen und 1963 Leiterin der Abteilung für Systematik und Herbarien der Kulturpflanzen. Sie führte grundlegende Arbeiten zur Evolution insbesondere der Hülsenfrüchtler durch. Sie leitete die Kommission für Botanische Nomenklatur und die Herausgabe der mehrbändigen Kultur-Flora der UdSSR und anderer Veröffentlichungen des WIR. Sie war Mitglied der Allunionsgesellschaft für Botanik seit 1925.

## Ehrungen
- Leninorden (1957)